# 聖セバスティアヌス (ラファエロ)

ペルジーノが1499年から1500年頃に制作した『マグダラのマリア』。師から受けた影響が本作品に見て取れる。フィレンツェ、パラティーナ美術館所蔵。

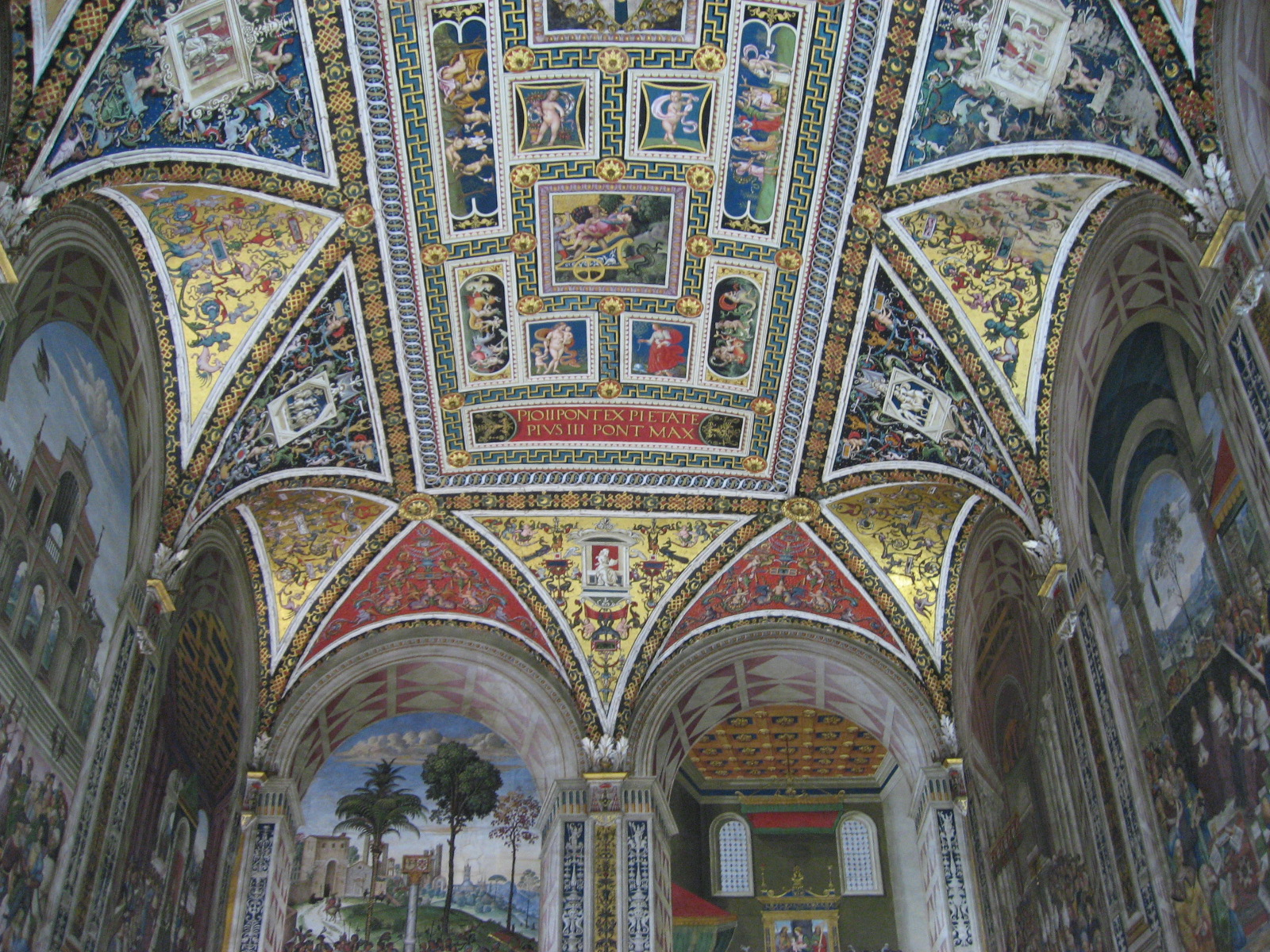
シエナ大聖堂のピッコローミニ図書館の天井装飾。金を多用した鮮やかな色彩が特徴。この装飾事業にラファエロも関わっていた。

聖セバスティアヌス（伊: San Sebastiano, 英: St. Sebastian）は、イタリア、盛期ルネサンスの巨匠ラファエロ・サンツィオが1501年から1502年頃に制作した初期の絵画である。油彩。殉教者として名高いキリスト教の聖人、聖セバスティアヌスを描いた本作品はラファエロがまだ自身のスタイルを確立していなかった初期の作例として重要であり、その仕上がりと明暗の表現によって20歳に満たないラファエロの並外れた技量を現代に伝えている。真筆性に関しては19世紀の所有者の1人グリエルモ・ロキス伯爵の解説以来疑われていない。大規模な作品の一部とする説もあるが、発注主の個人的な礼拝のために描かれたと考えられている。現在はベルガモのアッカデミア・カッラーラに所蔵されている。

## 主題
ローマ皇帝ディオクレティアヌスの時代、プラエトリアで軍に所属していた聖セバスティアヌスは密かにキリスト教に改宗していた。しかし仲間を援助しようとして改宗が発覚し、処刑の際に矢を射かけられた。身体に矢を受けながらも奇跡的に回復した聖セバスティアヌスは、皇帝の前で信仰を公言したため棍棒で撲殺されたという。

## 作品
ラファエロは聖セバスティアヌスを女性的な人物として描いている。後頭部には光輪が輝き、赤いマントを羽織り、手にアトリビュートの矢を携えている。視覚に強く訴えかける赤いマントは殉教者であることを示しているが、聖セバスティアヌスに殉教の苦痛は見られない。これは一般的な聖セバスティアヌスの作例と大きく異なっている。通常、聖セバスティアヌスは縦長の画面に裸で樹木か柱に縛られ、身体に矢を受けた姿で描かれる。対して本作品の衣服をまとった聖セバスティアヌスは美しく梳かれた長い髪を持ち、首をやや傾けて右を見つめる表情、矢を持つ優雅な手つき、溶け込むような大気の表現は平和的であり、むしろ甘く心地よい雰囲気を漂わせている。女性を思わせる相貌や優雅な様子あるいは構図や風景など、ラファエロは師匠であるペルジーノの影響のもとに制作し、感情を抑制したスタイルを踏襲している。それに対して矢を持つ手つきはレオナルド・ダ・ヴィンチの研究を示しており、交差した楕円形のイメージはラファエロ自身の研究による。制作年代は16世紀初頭で一致しているが（ただし諸説の間にわずかに差がある）、これはシエナ大聖堂のピッコローミニ図書館でピントゥリッキオの助手として働いていた時期に重なっており、衣服に見られる金糸の刺繍や金のネックレスといったラファエロ的でない宝飾の緻密な描写はこのときの影響とする説が有力である。

## 来歴
19世紀初頭にクレーマのズルラ伯爵（Zurla di Crema）のコレクションに現れる以前の来歴は全く不明である。その後、1818年頃にミラノの彫刻家ジュゼッペ・ロンギが3,000リラで購入し、1836年に政治家であり美術コレクターでもあったグリエルモ・ロキス伯爵のコレクションとなった。伯爵は1858年に自身が編纂した美術コレクションのカタログにおいて、本作品と関連してラファエロについて最も長く熱のこもった解説を付している。伯爵のコレクションは町の郊外に設立予定の市立美術館に収蔵されることになっていた。しかし翌1859年、伯爵が死去するとベルガモ市は遺族と話し合い、コレクションのうち約半分をアッカデミア・カッラーラに収蔵し、残りを売却した。実際にアッカデミア・カッラーラに収蔵されたのは美術館が改築され、目録の整備が始まった1866年のことであった。なお、現在のフレームは収蔵当時の物である。

## 保存状態
保存状態は良好である。薄い板絵にたわみはほとんどなく、絵具層をほぼ完全にとどめている。しかし1932年のマウロ・ペッリチョッリの修復でニスの効果を保つための上塗りが施され、わずかな加筆が行われたが、その大部分は変質してしまった。変質箇所は茶褐色となり、肉眼で容易に確認できたため、長年にわたって絵画の状態の改善が望まれていた。日本でのラファエロ展における出展後の2013年から2014年にかけて、ミラノのピナコテーカ・ディ・ブレラ修復研究所（Laboratorio di Restauro della Pinacoteca di Brera）で修復が行われたが、ラファエロ展の際にアッカデミア・カッラーラに支払われた借用料によって絵画の模範的な科学調査が行われている。調査は非破壊検査、蛍光X線による元素分析、採取されたマイクロサンプルのスクリーニング、絵具の層序分析などが行われた。この調査によっていくつかの発見があった。ラファエロがスポルヴェロ技法を使用して下絵を転写していること、顔料に豊富なガラスが含まれており、これを用いることで明るさと透明性を与えようとしたと考えられること、また顔料に古代のラピスラズリを使用しているなどの発見があった。修復においてはアッカデミア・カッカーラのジョヴァンニ・ヴァラグッサ（Giovanni Valagussa）らの監督のもと、パオラ・ボルゲーゼ（Paola Borghese）が絵画の修復を、パトリツィア・フマガッリ（Patrizia Fumagalli）がフレームの修復を行い、その結果、現在では絵画は以前の美しさを取り戻している。